# Herb gminy Wielopole Skrzyńskie
Herb gminy Wielopole Skrzyńskie – symbol gminy Wielopole Skrzyńskie, autorstwa Władysława Tabasza, ustanowiony w 1995.

## Wygląd i symbolika
Herb przedstawia na tarczy w polu niebieskim biały krzyż z żółtą obwódką, w polu pierwszym biało-żółty miecz (symbol władzy królewskiej i rycerskiej odwagi), natomiast w polu czwartym białą literę „W” z żółtą obwódką, nawiązującą do nazwy gminy.

## Historia
Obecna wersja herbu została ustanowiona w 1995, jest ona niepoprawna heraldycznie (podział na cztery części, niepoprawny krój tarczy). W 2017 Rada Gminy planowała zmianę wizerunku, w związku z planowanymi staraniami o przywrócenie praw miejskich Wielopolu Skrzyńskiemu. W związku z tym gmina zwróciła się nieoficjalnie do Włodzimierza Chorązkiego, który zaprojektował nowy herb, nawiązujący do historycznej pieczęci Wielopola Skrzyńskiego. Do dziś obowiązuje jednak wzór z 1995.